# Orcula dolium
Orcula dolium is een slakkensoort uit de familie van de Orculidae. De wetenschappelijke naam van de soort werd in 1801 voor het eerst geldig gepubliceerd door Jacques Draparnaud. Het is de typesoort van het geslacht Orcula.

## Kenmerken
Het slakkenhuisje is 6,7-9 mm hoog en heeft een diameter van 3-3,6 mm. Het is dik cilindrisch met een platte conische top. Er zijn 8 tot 10,5 platte afgeronde langzaam toenemende windingen. De laatste winding stijgt langzaam naar de mond. De mond is afgerond met een brede gevouwen rand. De rand van de mond is echter onderbroken in het pariëtale gebied en verdikt op de andere plaatsen. Drie lamellen steken uit in de mond, twee aan de spilzijde ("columellaire plooien" of spilplooien), één sterke plooi op de mondwand ("pariëtale plooi"). De spilplooien reiken niet tot aan de mondrand; meestal is de bovenste spilvouw iets zwakker dan de onderste spilvouw. Maar ze zijn duidelijk zichtbaar in het zicht op de snuit. De kleur van de schelp varieert van geelbruin tot roodbruin; het is slechts licht doorschijnend. Het is fijn en onregelmatig gestreept; vaak is het ook ingelegd met zwart. Vooral jonge dieren steken uitwerpselen op hun kransen om zich te camoufleren. In lokale populaties kunnen schaalafmetingen sterk variëren.

### Vergelijkbare soorten
Het huisje van Orcula dolium is iets groter en boller van vorm dan het huisje van soortgenoot Orcula gularis.

## Geografische spreiding en leefgebied
De soort komt voornamelijk voor in de Alpen (Oost-Frankrijk, Noord-Italië, Zwitserland, Duitsland, Oostenrijk, Slovenië en Kroatië) en de Karpaten (Noord-Hongarije, Zuid-Polen, Slowakije, Tsjechië). De aanwezigheid in de Franse en Zwitserse Jura, in het zuidwesten van Duitsland (zuidelijke Zwarte Woud, Kaiserstuhl), alsmede in het zuiden van Hongarije en een klein gebied in het noorden van Kroatië, dat al duidelijk kan worden toegeschreven aan de Dinarische Alpen, zijn enigszins ongewoon. Het naar verluidt zeer grote verspreidingsgebied dat zich uitstrekt tot West-Oekraïne en de Krim, Roemenië, Spanje, Italië (buiten de Alpen), Centraal-Azië, Tunesië, Ethiopië en Noord-Iran, is gebaseerd op verkeerde identificatie.
De dieren leven in het bos, op puinhellingen, in puin en in het strooisel, voornamelijk op grotere hoogte op zowel droge, zonnige als schaduwrijke, vochtige hellingen op kalkhoudende ondergrond. In Zwitserland neemt de soort toe tot 2220 meter.